# Гёлльнер, Аннефрид
Аннефрид Гёлльнер (нем. Annefried Göllner; 27 августа 1963, Цамс) — австрийская саночница, выступала за сборную Австрии в конце 1970-х годов — середине 1980-х годов. Участница двух зимних Олимпийских игр, многократная призёрша на различных этапах Кубка мира, участница многих международных турниров и национальных первенств.

## Биография
Аннефрид Гёлльнер родилась 27 августа 1963 года в Цамсе. Активно заниматься санным спортом начала в раннем детстве, проходила подготовку в одном из местных спортивных клубов. На международной арене дебютировала уже в возрасте пятнадцати лет, причём стразу же попала в основной состав национальной сборной — в 1979 году побывала на чемпионате мира в немецком Кёнигзее, где закрыла десятку сильнейших, и расположилась на четвёртой строке в общем зачёте Кубка мира. Год спустя вновь была четвёртой в общем индивидуальном зачёте мирового кубка, кроме того, финишировала девятой на чемпионате Европы в итальянской Вальдаоре и благодаря череде удачных выступлений удостоилась права защищать честь страны на зимних Олимпийских играх в Лейк-Плэсиде. В свои шестнадцать лет стала самой молодой саночницей на этой Олимпиаде, тем не менее, лидерам соревнований она уступила довольно много и в итоге оказалась на четырнадцатой позиции.
В 1981 году Гёлльнер заняла шестое место на молодёжном первенстве Европы в Блуденце, пришла к финишу тринадцатой на взрослом первенстве мира в Хаммарстранде, вновь разместилась на четвёртой строке общего зачёта Кубка мира. Год спустя была шестой на младшем европейском первенстве в Лейк-Плэсиде и одиннадцатой на чемпионате Европы в Винтерберге, ещё через год финишировала шестой на чемпионате мира в США и опять стала четвёртой в женском индивидуальном зачёте мирового кубка. В 1984 году была пятой на чемпионате Европы в Вальдаоре, затем прошла квалификацию на Олимпийские игры в Сараево, где впоследствии заняла седьмое место.
После Олимпиады Аннефрид Гёлльнер ещё в течение нескольких лет оставалась в основном составе национальной команды Австрии и продолжала принимать участие в крупнейших международных турнирах. Так, в 1985 году она побывала на чемпионате мира в немецком Оберхофе, финишировала здесь девятой, пятый раз в карьере заняла четвёртое место в общем зачёте Кубка мира. Последним крупным чемпионатом для неё оказалось домашнее первенство мира 1987 года в Игльсе, где она показала двенадцатое время. Вскоре по завершении этих соревнований австрийская саночница приняла решение завершить карьеру профессиональной спортсменки.